# 和田義重
和田 義重（わだ よししげ）は、鎌倉時代の御家人。和田義盛の息子。通称五郎兵衛。

## 経歴・人物
建暦3年（1213年）、兄の義直と従兄弟の胤長と共に泉親衡の乱の企てに加担する。同年2月、企てが発覚すると、伊東祐長のもとで禁固に処されるが、父義盛の嘆願により北条義時の同意の上、兄の義直と共に赦免される。この際、胤長は赦されず、陸奥国岩瀬郡へ配流となった。この幕府の裁断に不満を持った義盛は一族を集め挙兵（和田合戦）。義重は5月3日に自害する。享年36または34。

## 関連作品
テレビドラマ
- 鎌倉殿の13人（2022年、NHK大河ドラマ） - 演：林雄大